# شرط بابا الرقيق (فلم)
شرط بابا الرقيق (بالإنجليزية: Papa's Delicate Condition) هو فيلم كوميدي تم إنتاجه في الولايات المتحدة.

## بطولة
- جاكي جلايسون

### ترشيحات وجوائز
| السنة | الحدث  | الفئة      | النتيجة  |
| ----- | ------ | ---------- | -------- |
|       | أوسكار | أحسن أغنية | فـــــوز |

## وصلات خارجية
- شرط بابا الرقيق على موقع IMDb (الإنجليزية)
- شرط بابا الرقيق على موقع روتن توميتوز (الإنجليزية)
- شرط بابا الرقيق على موقع Turner Classic Movies (الإنجليزية)
- شرط بابا الرقيق على موقع أول موفي (الإنجليزية)
- شرط بابا الرقيق على موقع فيلمافينيتي (الإسبانية)
- شرط بابا الرقيق على موقع قاعدة بيانات الفيلم (الإنجليزية)
- شرط بابا الرقيق على موقع ليتربوكسد (الإنجليزية)
- شرط بابا الرقيق على موقع كينوبويسك (الروسية)

1. ↑  وصلة مرجع: http://www.imdb.com/title/tt0057400/. الوصول: 8 أبريل 2016.
2. ↑  وصلة مرجع: http://www.filmaffinity.com/en/film634351.html. الوصول: 8 أبريل 2016.